# Cudne jest nudne
Cudne jest nudne – drugi album aktora i wokalisty Andrzeja Grabowskiego.

## Lista utworów
1. „Fest, że się jest” – 4:00
2. „Z pijanym, to nie” – 4:30
3. „Powiem Ci, że Cię lubię” – 4:02
4. „Pomiędzy łóżkiem a sufitem” – 3:29
5. „5 koło” – 4:28
6. „Mea Dulcy z Toboso” – 3:13
7. „Niezatapialny pet” – 3:10
8. „Koza, rower i ja!” – 3:51
9. „Cudne jest nudne” – 3:54
10. „Dzieciaki z Alwerni” – 4:37